# Josephine Cochrane
Josephine Cochrane (ur. 8 marca 1839, zm. 3 sierpnia 1913 w Chicago) – amerykańska gospodyni domowa, przedsiębiorczyni, współwynalazczyni pierwszej napędzanej manualnie zmywarki do naczyń, która trafiła do sprzedaży.

## Życiorys
Wczesne lata życia Josephine Cochrane nie są znane. Po śmierci matki i wyprowadzce siostry mieszkała z ojcem w Ohio i Indianie. Ojciec jako inżynier prawdopodobnie zaznajomił ją z podstawami mechaniki. Początkowo uczyła się w prywatnym liceum, ale po jego pożarze zamieszkała z siostrą w Shelbyville w Illinois. 
W wieku 19 lat wzięła ślub z Williamem Cochranem, który powrócił do Shelbyville z Kalifornii, gdzie bezskutecznie poszukiwał złota. Cochran otworzył w Shelbyville firmę, dzięki której dobrze mu się powodziło. W 1870 roku para wprowadziła się do rezydencji, odtąd Josephine Cochrane często udzielała się towarzysko, ale w związku z licznie organizowanymi przyjęciami miała problemy ze służbą, która zmywając naczynia często je tłukła. By zapobiec niszczeniu zastawy wykonanej z kosztownej porcelany, Cochrane zaczęła myśleć nad skonstruowaniem urządzenia zmywającego naczynia, a jednocześnie zmywała je osobiście.
W tym czasie jej mąż udzielał się w Partii Demokratycznej i zyskiwał coraz wyższą pozycję. Zmarł jednak w 1883 roku, pozostawiając żonę z długami.
Po śmierci męża zatrudniła mechanika George'a Buttersa do pomocy w gospodarstwie. Wspólnie z nim skonstruowała pierwszą zmywarkę do naczyń, którą opatentowano 28 grudnia 1886 roku. Pierwszy egzemplarz został zainstalowany w domu Josephine Cochrane. Po opracowaniu urządzenia założyli wspólnie przedsiębiorstwo produkujące zmywarki. Konstrukcja urządzeń przypominała współcześnie używane zmywarki. Początkowo zmywarki były napędzane ręcznie, kolejne modele wyposażono w silnik parowy. Pierwsze egzemplarze firma produkowała na potrzeby znajomych i przyjaciół założycielki. Cochrane reklamowała także swój wynalazek w lokalnej prasie, dzięki czemu zainteresowały się nim pierwsze restauracje i hotele.
Cochrane zaprezentowała swój wynalazek na Wystawie Światowej w Chicago w 1893 roku, została tam nagrodzona za projekt i trwałość urządzenia. Firma zaczęła zwiększać obroty dopiero w ostatnich latach przed jej śmiercią. Po śmierci Cochrane jej firma trafiła (1926) w ręce The Hobart Manufacturing Company, która w latach 40. XX w. spopularyzowała wynalazek. THMC od 1949 sprzedawała artykuły gospodarstwa domowego pod marką KitchenAid. Obecnie marka należy do koncernu Whirlpool.
Cochrane zmarła w 1913 roku, została pochowana na Glenwood Cemetery w Shelbyville.

## Życie prywatne
Josephine Cochrane była córką Johna Garisa i Irene Fitch Garis. Od 1858 roku była żoną Williama Cochrana (ur. 1831, zm. 1883), para miała córkę Katharine i syna Halliego.